# 팔레르모 FC
팔레르모 풋볼 클럽(Palermo Football Club)는 시칠리아 섬의 팔레르모를 연고로 하는 이탈리아의 축구 클럽이다. 1900년에 Anglo Panormitan Athletic and Football Club라는 이름으로 세워졌고, 그 이후로 여러 차례 이름이 바뀌다 1987년의 현재의 최종 명칭으로 정해졌으며, 시칠리아 섬 내에 있는 축구 클럽중에서 가장 높은 순위에 올랐었다. 역사적으로, 팔레르모는 모두 프로 리그에 참가했었고, 특히 1960년대와 1970년대 동안에는 세리에 A에 참가했었고, 그 기간 동안에 세 차례의 코파 이탈리아 준우승을 했었다.
2004년에 세리에 A로 복귀한 후, 팔레르모는 이탈리아내에서 꽤나 유명한 팀 중 하나가 되었고, 또한 2006년 FIFA 월드컵에 우승한 이탈리아 대표팀의 선수를 4명이나 배출시켰다. 2007년과 2010년에 UEFA 챔피언스리그 플레이오프 패배 그리고 그들의 세 번째 코파 이탈리아 준우승인 2011년, 총 세 번의 걸쳐 UEFA컵에 참가하기도 하였다.
팀의 공식 색깔은 분홍색과 검은색이며, 이것이 팔레르모에게 로사네로(rosanero)라는 별명을 갖게 해줬고, 다른 별칭으로는 팀의 공식 앰블럼과 팔레르모 시의 문장에 있는 독수리를 의미하는 아퀼레(aquile)라고도 불린다.
팔레르모는 2007년부터 스타디오 렌초 바르베라 (과거에는 라 파보리타<La Favorita>로 알려짐)에서 홈경기를 치르고 있고 수용인원은 36,349 명이다. 이 경기장은 원래 1932년에 지어졌지만, 1980년대에 개조되었고 1990년 FIFA 월드컵 경기장으로서 사용되기도 하였다.

## 선수 명단

### 현역
2015년 2월 3일 기준

참고: FIFA 자격 규정에 따라 소속된 국가대표팀 국기를 표시합니다. 선수는 복수의 FIFA 비회원국 국적을 가지고 있을 수 있습니다.
| 번호 | 포지션 | 국적       | 이름                                  |
| ---- | ------ | ---------- | ------------------------------------- |
| 1    | GK     | 코소보     | 사미르 우이카니                       |
| 2    | DF     |            | 로베르토 비티엘로                     |
| 3    | DF     |            | 안드레아 리스폴리 (파르마에서 임대)   |
| 4    | DF     | 슬로베니아 | 시니샤 안젤코비치                     |
| 5    | DF     | 세르비아   | 밀란 밀라노비치                       |
| 8    | MF     | 파라과이   | 에드가르 바레토 (주장)                |
| 10   | FW     | 포르투갈   | 주앙 실바                             |
| 11   | FW     |            | 시몬 마키에노크                       |
| 12   | DF     | 코스타리카 | 히안카를로 곤살레스                   |
| 13   | DF     |            | 이메르송 파우미에리 (산투스에서 임대) |
| 14   | MF     |            | 프란체스코 델라 로카                  |
| 15   | MF     |            | 프란체스코 볼초니                     |
| 18   | MF     |            | 이바일로 초체프                       |

| 번호 | 포지션 | 국적       | 이름                                     |
| ---- | ------ | ---------- | ---------------------------------------- |
| 19   | DF     |            | 클라우디오 테르치                        |
| 20   | MF     |            | 프랑코 바스케스                          |
| 21   | MF     |            | 로빈 크바이손                            |
| 22   | DF     | 파라과이   | 다닐로 오르티스 (세로 포르테뇨에서 임대) |
| 25   | MF     |            | 엔초 마레스카                            |
| 27   | MF     |            | 루카 리고니                              |
| 28   | MF     | 크로아티아 | 마토 야얄로                              |
| 33   | DF     |            | 파비오 다프렐라                          |
| 68   | GK     |            | 안드레아 풀리냐티                        |
| 70   | GK     |            | 스테파노 소렌티노                        |
| 89   | DF     |            | 미첼 모르가넬라                          |
| 96   | FW     |            | 아쿠르시오 벤티베냐                      |
| 99   | FW     |            | 안드레아 벨로티                          |

## 역대 감독
| 감독                     | 임기        |
| ------------------------ | ----------- |
| 펠드먼 줄러              | 1931 ~ 1934 |
| 조반니 발리엔            | 1948 ~ 1949 |
| 조반니 발리엔            | 1953        |
| 프란체스코 구이돌린      | 2004 ~ 2005 |
| 프란체스코 구이돌린      | 2006 ~ 2007 |
| 프란체스코 구이돌린      | 2007        |
| 프란체스코 구이돌린      | 2007 ~ 2008 |
| 발테르 젱가              | 2009 ~ 2010 |
| 델리오 로시              | 2009 ~ 2011 |
| 델리오 로시              | 2011        |
| 기예르모 바로스 스켈로토 | 2016        |
| 루이스 디에고 로페스     | 2017        |
| 델리오 로시              | 2019 ~      |

## 팔레르모 소속으로 월드컵 우승을 기록한 선수들
- 크리스티안 차카르도 2006년
- 안드레아 바르찰리 2006년
- 시모네 바로네 2006년
- 파비오 그로소 2006년

## 역대 성적
- 코파 이탈리아

- 준우승 (3): 1973–74, 1978–79, 2010–11

- 세리에 B

- 우승 (5): 1931–32, 1947–48, 1967–68, 2003–04, 2013-14
- 준우승 (1): 1958–59

- 세리에 C

- 우승 (1): 1941–42

- 세리에 C1

- 우승 (2): 1992–93, 2000–01
- 준우승 (3): 1984–85, 1990–91

- 세리에 C2

- 준우승 (1): 1987–88

- 코파 이탈리아 세리에 C

- 우승 (1): 1990–91

- 코파 페데랄레 시칠리아나

- 우승 (1): 1920

- 휘터커 챌린지 컵

- 우승 (1): 1908

- 립튼 챌린지 컵

- 우승 (3): 1910, 1912, 1913
- 준우승 (3): 1909, 1911, 1914